# Промислова революція
Промисло́ва (індустріальна) револю́ція або промисло́вий переворо́т — перехід від ручного, ремісничо-мануфактурного й доморобного до великого машинного фабрично-заводського виробництва, який розпочався в Англії в другій половині XVIII ст. й упродовж XIX ст. поширився на інші країни Європи, США, Японію. Важливою складовою промислової революції було впровадження у виробництво та транспорт робочих машин і механізмів, які замінили ручну працю людей; створення самостійної машинобудівної галузі.

## Загальна характеристика

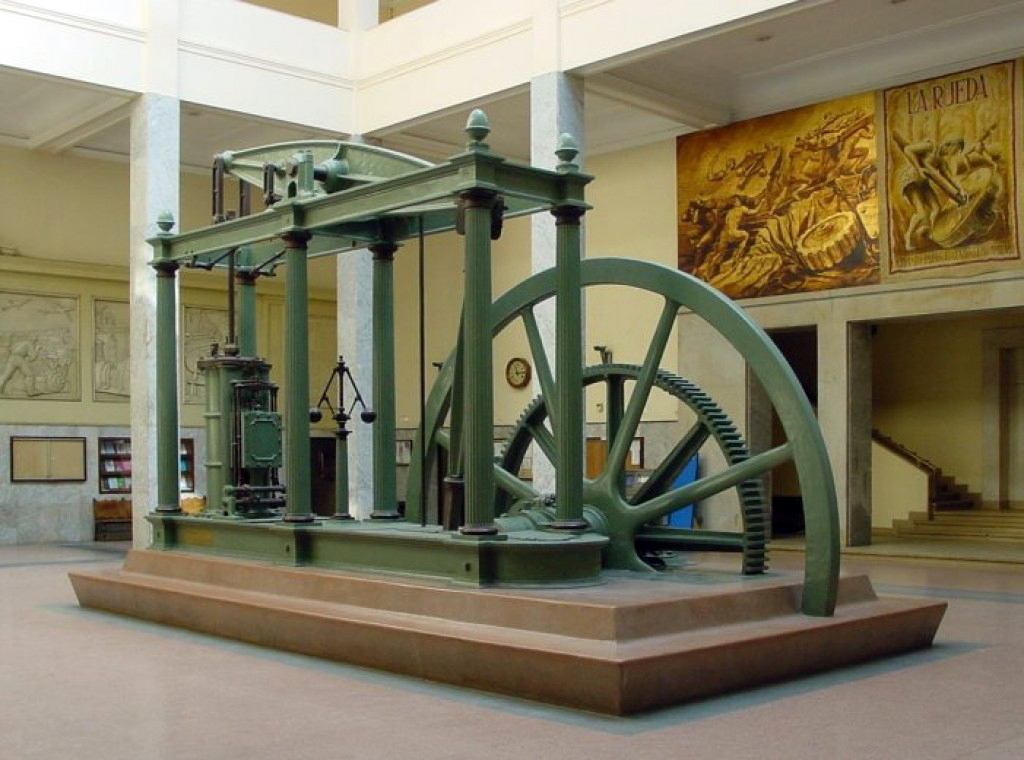
Парова машина, що працювала на вугіллі, була важливим чинником промислової революції в Британії і всьому світі. (Вестибюль Вищої технічної школи промислових інженерів, Мадрид)

Промислова революція знаменує важливий поворотний момент в історії, вона деякою мірою мала вплив майже на кожен аспект повсякденного життя. Зокрема, середній рівень доходів населення почав проявляти безпрецедентне постійне зростання. Протягом двох століть після 1800 року, середньо-світовий дохід на душу населення збільшився у понад десять разів, у той час як населення світу зросло у понад шість разів. За словами лауреата Нобелівської премії Роберта Лукаса, «вперше в історії рівень життя простих людей почав проявляти стійке зростання … Нічого, що хоч віддалено нагадує цю економічну поведінку не траплялося раніше».
У Англії, де промислова революція розпочалася, у другій половині XVIII ст. традиційна аграрна економіка була заміщена економікою, у якій стало домінувати виробництво машин і механічне виробництво, що стало можливим після винаходу парового двигуна. Це змінило баланс політичних сил від лендлордів у бік промисловців і сприяло створенню міського робітничого класу.
Перша промислова революція, яка почалася в XVIII столітті, злилася з так званою Другою промисловою революцією у 1850 році, коли технологічний і економічний прогрес набрав обертів завдяки розвитку парових кораблів, залізниць, а потім в XIX столітті двигуна внутрішнього згоряння та електричної енергії. Проміжок часу, що охоплюється промисловою революцією, у різних істориків коливається. Ерік Гобсбаум вважав, що вона спалахнула у Великій Британії в 1780-х роках і не була повною мірою відчутна до 1830-х або навіть 1840-х років, а Томас Ештон вважав, що це сталося приблизно між 1760 і 1830 роком.

### Інновації

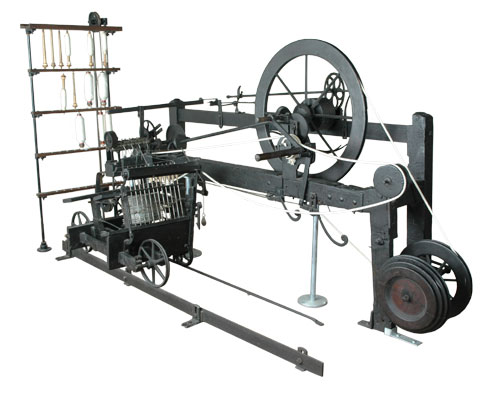
Єдиний збережений зразок прядильної машини, збудованої винахідником Семюелем Кромптоном

Початок промислової революції тісно пов'язаний з кількома нововведеннями, впровадженими у другій половині XVIII століття:
- Текстиль — прядіння бавовни, використовуючи автоматичні прядки авторства Річарда Аркрайта (прядильна рама), Джеймса Гаргрівса (прядка «Дженні»), і Семюела Кромптона (Spinning Mule  — прядильний мул, поєднання двох попередніх). Він був запатентований 1769 року. Після закінчення 1783 року дії патенту швидко повстали численні бавовняні фабрики. Аналогічна технологія була застосована згодом до прядіння камвольної пряжі для різних тканин і льону для білизни. Бавовняна революція почалася в Дербі, яке стало відоме з цього часу, як «Powerhouse of the North».
- Парова машина — покращений паровий двигун винайдений Джеймсом Ваттом і запатентований 1775 року. Спочатку головним чином використовувався як привід насосів, що відкачували воду з шахт, а з 1780-х років застосовувався для руху інших типів машин. Це призвело до швидкого розвитку ефективних механізованих фабрик у немислимих раніше масштабах та у місцях, де гідроенергія була недоступною. Вперше в історії для вироблення енергії люди не мусили покладатися на м'язи людей чи тварин, силу вітру чи води. Паровий двигун використовувався для викачування води з шахт, підняття вугілля на поверхню, для нагнітання повітря у залізоплавильні печі, при подрібненні глини для кераміки, для живлення нових підприємств у різних галузях.
- Виробництво чавуну — у чорній металургії використання коксу поширилося на всі стадії виплавки чавуну (замінивши деревне вугілля). Цього було досягнуто набагато раніше для свинцю та міді, а також у виробництві переробного чавуну в доменних печах, але другий етап у виробництві сортового прокату залежав від використання литва і штампування (патент для яких закінчився 1786 року) або пудлінгування (патент Генрі Корта в 1783 і 1784 роках).

## Історія промислової революції
Промислова революція почалася у Великій Британії наприкінці XVIII століття і прийняла всеосяжний характер у першій половині XIX століття, охопивши потім також інші країни Європи та Америки.
Інституціональні основи промислової революції пов'язані з Славною революцією 1688 р.
У період XVII століття Англія почала обганяти світового лідера Голландію за темпами зростання капіталістичних мануфактур, а згодом й у світовій торгівлі та колоніальній економіці. До середини XVIII століття Англія стає провідною капіталістичною країною. За рівнем економічного розвитку вона перевершила інші європейські країни, маючи усі потрібні передумови для вступу на новий щабель суспільно-економічного розвитку — велике машинне виробництво.
Промислова революція супроводжувалася виробничою революцією в сільському господарстві, яка призвела до радикального зростання продуктивності землі та праці в аграрному секторі. Саме виробнича революція в сільському господарстві забезпечила можливість переміщення значних мас населення з аграрного сектора в індустріальний.

### Паровий двигун

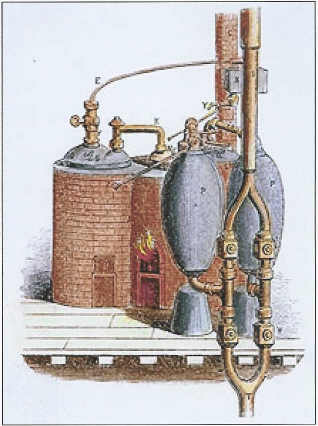
Перша парова машина Томаса Севері

У світовій історії початок промислової революції пов'язують з винаходом ефективного парового двигуна у Великій Британії в другій половині XVII століття. Хоча саме по собі подібний винахід навряд чи б щось дав (потрібні технічні рішення були відомі й раніше), але в той період англійське суспільство було підготовлено до використання інновацій в широких масштабах. Це було пов'язано з тим, що Англія на той час перейшла від статичного традиційного суспільства до суспільства з розвиненими ринковими відносинами і активним підприємницьким класом. Крім того, Англія мала достатні фінансові ресурси (оскільки була світовим торговельним лідером і володіла колоніями), вихованим в традиціях протестантської трудової етики населенням і ліберальною політичною системою, в якій держава не пригнічувала економічну активність.
Першою спробою використання парового двигуна в промисловості вважається водяна помпа Томаса Севері, запатентована 1698 р. Але вона не була успішною через часті вибухи бойлера і обмежену потужність. Досконалішою була машина Томаса Ньюкомена, розроблена до 1712 р. Мабуть, Ньюкомен використовував раніше отримані експериментальні дані Дені Папена, який вивчав тиск водяної пари на поршень в циліндрі і, спочатку, нагрівання та охолодження пари для повернення поршня в початковий стан виконував вручну.

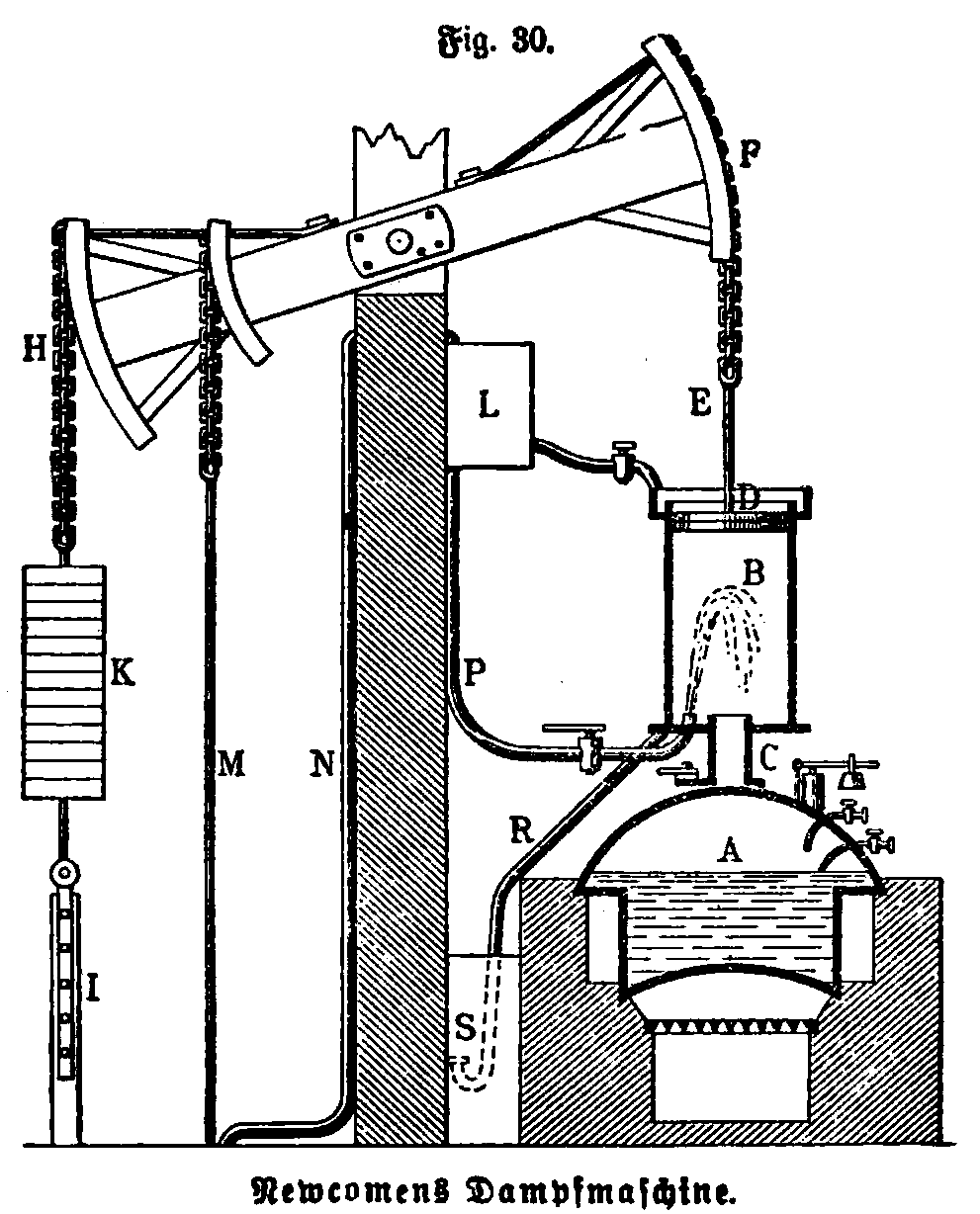
Схема паровоі машини Ньюкомена

Помпи Ньюкомена знайшли застосування в Англії та інших європейських країнах для відкачування води з глибоких затоплених шахт, роботи в яких без них проводити було б неможливо. До 1733 їх було куплено 110, з яких 14 на експорт. Це були великі і дорогі машини, за сучасними стандартами дуже неефективні, але вони себе окупали там, де видобуток вугілля обходився порівняно дешево. З деякими удосконаленнями їх до 1800 р. виготовили 1454 штуки, і вони залишалися у вжитку до початку XIX століття.
Найвідомішою з ранніх парових машин є розробка Джеймса Ватта, яка була запропонована 1778 року. Ватт суттєво удосконалив механізм, зробивши його роботу більш стабільною. Одночасно потужність збільшилася приблизно в п'ять разів, що дало 75 % економію у собівартості вугілля. Ще важливіші наслідки мав той факт, що на базі машини Ватта стало можливо перетворення поступального руху поршня в обертальний, тобто двигун тепер міг крутити колесо млина або фабричного верстата. Уже до 1800 року фірма Ватта і його компаньйона Болтона виготовила 496 таких механізмів, з яких тільки 164 використовувалися як помпи. Ще 308 знайшли застосування на млинах і фабриках, а 24 обслуговували доменні печі. 1810 року в Англії налічувалося 5 тисяч парових машин, а у наступні 15 років їх кількість зросла втричі.
Поява металорізальних верстатів, таких як токарний, дозволила спростити процес виготовлення металевих частин парових машин і надалі створювати все більші і потужніші пристрої. На початку XIX століття англійський інженер Річард Тревітік і американець Олівер Еванс поєднали бойлер і двигун в одному пристрої, що дозволило надалі використовувати його для руху паровозів і пароплавів.

### Металургія
Збільшення числа машин викликало підвищену потребу в металі, що спричинило розвиток металургії. Головним досягненням цієї епохи в металургії була заміна деревного вугілля, що використовувався середньовічними ковалями, на кам'яновугільний кокс. Його ввів у вживання в XVII ст. Клемент Клерк і його майстри ковальських справ і лиття.
З 1709 року у містечку Коулбрукдейл Абрахам Дарбі, засновник цілої династії металургів і ковалів, використовував кокс для отримання чавуну з руди в доменній печі. З нього спочатку робили лише кухонне начиння, яка відрізнялася від роботи конкурентів лише тим, що її стінки були тонше, а вага менше. У 1750-х роках син Дарбі побудував ще кілька домен, і до цього часу його вироби були ще й дешевше, ніж виготовлені на деревному вугіллі. 1778 року онук Дарбі, Абрахам Дарбі III, зі свого лиття побудував у Шропширі знаменитий Залізний міст, перший міст в Європі, що повністю складається з металевих конструкцій.
Для подальшого покращення якості чавуну 1784 року Генрі Корт розробив процес пудлінгування. Зростання виробництва і поліпшення якості англійської металу до кінця XVIII ст. дозволило Великій Британії повністю відмовитися від імпорту шведського і російського заліза. Розгорнулося спорудження каналів, які давали можливість перевозити вугілля і метали.
З 1830 по 1847 рік виробництво металу в Англії зросло більше ніж втричі. Застосування гарячого дуття при плавці руди, що почалося 1828 року, втричі скоротило витрату палива і дозволило використовувати у виробництві нижчі сорти кам'яного вугілля. З 1826 по 1846 рік експорт заліза і чавуну з Великої Британії збільшився в 7,5 рази.

### Видобування вугілля
Видобуток вугілля у Великій Британії, зокрема, в Південному Уельсі почався задовго до промислової революції. До парового двигуна, при відкритій розробці родовищ дрібні кар'єри, після видобутку поверхневого шару вугілля, занедбувалися. В інших випадках, якщо геологія була сприятливою, вугілля видобували за допомогою горизонтальної або похилої штольні, яку вели у пагорб. У деяких областях проводився шахтовий видобуток, але обмежувальним чинником була проблема відведення води. Відведення відбувалося шляхом підняття відер з водою шахтами або до водовідливної штольні. У кожному випадку, вода повинна була скидатися у струмок або канаву на рівні, де вона може стікати під дією сили тяжіння. Введення парового двигуна значно спростило видалення води і дозволило будувати глибші шахти, видобуваючи, таким чином, більше вугілля. Це були події, які розпочалися до промислової революції, але використання з 1770-х років ефективної парової машини Джеймса Ватта скоротило витрати на паливо для двигуна, зробивши видобуток більш рентабельним.
Видобуток вугілля був дуже небезпечним у зв'язку з присутністю рудничного газу в багатьох вугільних пластах. Певну безпеку надавало використання безпечної лампи, яка була винайдена в 1816 році сером Гемфрі Деві і, незалежно від нього, Джорджем Стіфенсоном. Утім, лампи виявилося ненадійними, оскільки дуже швидко виявлялися в аварійному стані, починали слабо світити. Вибухи вугільного пилу тривали, кількість жертв росла протягом всього XIX століття. Умови праці були дуже погані, з високим рівнем жертв від каменепадів.

### Текстильна промисловість

Модель «прядильної ослиці» в музеї Вупперталя, Німеччина. Прядильна машина була однією з інновацій з яких почалася революція.

На початку XVIII століття британське текстильне виробництво базувалося на вовні. Вона оброблялася окремими ремісниками, які займалися прядінням та ткацтвом у власних приміщеннях. Ця система була кустарним виробництвом. Для тонких матеріалів використовувались також льон та бавовна, але їх виробництво було утруднене необхідністю попередньої обробки, і тому товари з цих матеріалів були тільки невеликою частиною продукції.
Використовувані прялки та кросна (ручні ткацькі верстати) мали обмежені виробничі потужності, але давали додаткові можливості підвищення продуктивності до такої міри, що промислові товари з бавовни стали домінуючими у британському експорті в перші десятиліття XIX століття. Індія була зміщена з позиції головного постачальника бавовняних виробів.
Льюїс Пол запатентував роликову прядильну машину і систему flyer-and-bobbin для витягування вовни більш рівномірної товщини, яку розробив за допомоги Джона Ваятта (англ. John Wyatt) у Бірмінгемі. Пол і Ваятт відкрили в Бірмінгемі фабрику, яка використовувала нову роликову машину, що приводилась в дію віслюком. 1743 року була відкрита фабрика в Нортгемптоні з п'ятдесятьма шпинделями на кожній з п'яти машин Пола і Ваятта. Ця фабрика працювала приблизно до 1764 року. Аналогічна фабрика була збудована Даніелем Борном в Леомінстері, але була знищена пожежею. І Льюіс Пол і Даніель Борн запатентували чесальні машини 1748 року. Пізніше, в першій бавовнопрядильній фабриці були використані два набори роликів, які рухалися з різною швидкістю. Винахід Льюїса пізніше розвивався і вдосконалювався Річардом Аркрайтом в його «Водній рамці» (Water Frame) і Самюелем Кромптоном в його «Прядильному мулі» (Spinning Mule).
Інші винахідники підвищили ефективність окремих етапів прядіння: кардинг (чесання), скручування, намотування. Значно зросло постачання пряжі для ткацької промисловості, в якій також настав прогрес пов'язаний з поліпшенням човників і ткацьких верстатів. Виробіток окремого робітника різко зріс, в результаті чого нові машини були сприйняті як загроза для роботи, і на початку новатори були атаковані, а їхні винаходи нищені.
Значний вклад у прогрес текстильної промисловості мали підприємці, з яких найвідомішим є Річард Аркрайт. Йому приписують список винаходів, але насправді вони були зроблені такими людьми, як Томас Гайс і Джон Кей; Аркрайт підтримував винахідників, патентував ідеї, фінансував ініціативи, а також захищав машини. Він створив підприємство з обробки бавовни, в якому об'єднав різні виробничі процеси, впровадив використання енергії — спочатку коней, потім води, що перетворило виробництво бавовни у механізовану галузь. Пізніше водяне колесо замінювали паровою машиною. У період з 1775 по 1800 роки заводи Уатта і Болтона в Сохо випустили 84 парові машини для бавовняних фабрик і 9 машин для вовняних фабрик. До середини XIX століття ручне ткацтво у Великій Британії майже зникло.

### Хімічне виробництво

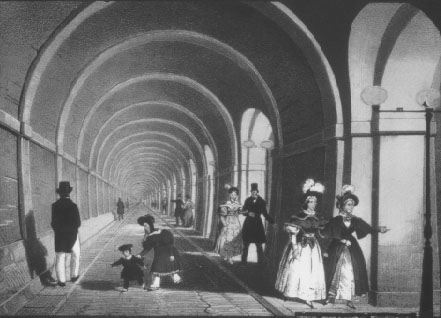
Тунель під Темзою, відкритий у 1843 р. При будові використано цемент.

Під час промислової революції розпочалося промислове виробництво деяких найпотрібніших на ринку хімікатів, чим було покладено початок розвитку хімічної промисловості. Сульфатна кислота була відома ще і середньовіччі, але отримували її з оксидів, що утворюються при спалюванні мінеральної сірки в скляних посудинах. 1746 року Джон Ребук замінив їх на більш об'ємні, виготовлені з листів свинцю, що значно збільшило ефективність процесу (приблизно 50 кг за один процес, принаймні вдесятеро більше, ніж раніше).
Іншим важливим завданням було виробництво лужних сполук. 1791 року французьким хіміком Ніколя Лебланом був розроблений метод промислового виробництва карбонату натрію. Він змішував сірчану кислоту з кухонною сіллю і одержуваний сульфат натрію нагрівав з сумішшю вапняку і вугілля. Додаванням води відокремлював розчинний карбонат натрію від сульфіду кальцію. В процесі виробництва утворювалася велика кількість відходів. Хлороводень спочатку забруднював атмосферу виробничих приміщень, але пізніше його навчилися використовувати для отримання соляної кислоти. Метод Леблана був простий, дешевий і давав значно доступніший продукт, ніж метод отримання соди з попелу рослин.
Ці речовини мали велике значення, оскільки вони започаткували багато інших винаходів, замінивши безліч дрібних операцій на більш економічно ефективні та керовані процеси. Карбонат натрію використовували в багатьох виробничих процесах, у тому числі для виготовлення мила, скла, паперу, а також у текстильній промисловості. Сульфатна кислота крім виробництва соди також знаходила застосування для видалення іржі з металевих виробів і як відбілювач тканин.
Винахід шотландським хіміком Чарльзом Теннантом близько 1800 року хлорки базувався на відкриттях французького хіміка Клода Луї Бертолле і зробив революцію в процесах відбілювання у текстильній промисловості. Час відбілювання різко скоротився (з кількох місяців до кількох днів) порівнюючи з традиційним процесом, який вимагав багаторазових замочувань тканини з лузі або кислому молоці та дії сонячних променів. Завод Теннанта в Північному Глазго, став найбільшим хімічним заводом у світі[джерело?].
1824 року Джозеф Аспдін, британський муляр, запатентував хімічний процес виготовлення портландцементу, що виявилося важливим кроком вперед у будівельній промисловості. Цей процес включає спікання суміші глини і вапняку при близько 1400 °C (2552 °F), подрібнення його на дрібний порошок, який пізніше змішується з водою, піском та гравієм для виробництва бетону. Портландцемент був використаний кілька років пізніше відомим англійським інженером Марком Брюнелем при будівництві тунелю під Темзою. У наступних декадах цемент у великих масштабах використовувався у будівництві системи каналізації Лондона.
Після 1860 року хімічні інновації стосувалися передусім барвників, роль світового лідера перейшла до Німеччини, яка створила потужну хімічну промисловість. В 1860—1914 роках у німецьких університетах активно вивчались найновіші технології. Британським вченим, навпаки, не вистачало дослідних університетів, не велася відповідна підготовка студентів. Поширилася практика наймати підготовлених у Німеччині хіміків.

### Газове освітлення
Однією з найважливіших галузей промисловості пізнього етапу промислової революції було газове освітлення. Подібні інновації впроваджувалися у різних місцях, але наймасштабнішою була робота Вільяма Мердока, співробітника компанії Болтон і Ватт у Бірмінгемі. Мердок розробив процес, який складався з піролізу вугілля у великих печах, очищення газу (видалення сірки, аміаку і важких вуглеводнів), а також його зберігання і розподілу. Перші газові світильники були встановлені у Лондоні між 1812-20 роками. Незабаром газове освітлення стало одним з основних споживачів вугілля у Великій Британії. Газове освітлення вплинуло на соціальну та промислову організацію суспільства, дозволивши довшу роботу фабрик і магазинів, ніж при освітленні сальними свічками. Завдяки впровадженню газового освітлення в містах і селищах почало процвітати нічне життя, оскільки інтер'єри і вулиці могли освітлюватись значно краще, ніж раніше.

### Виробництво скла

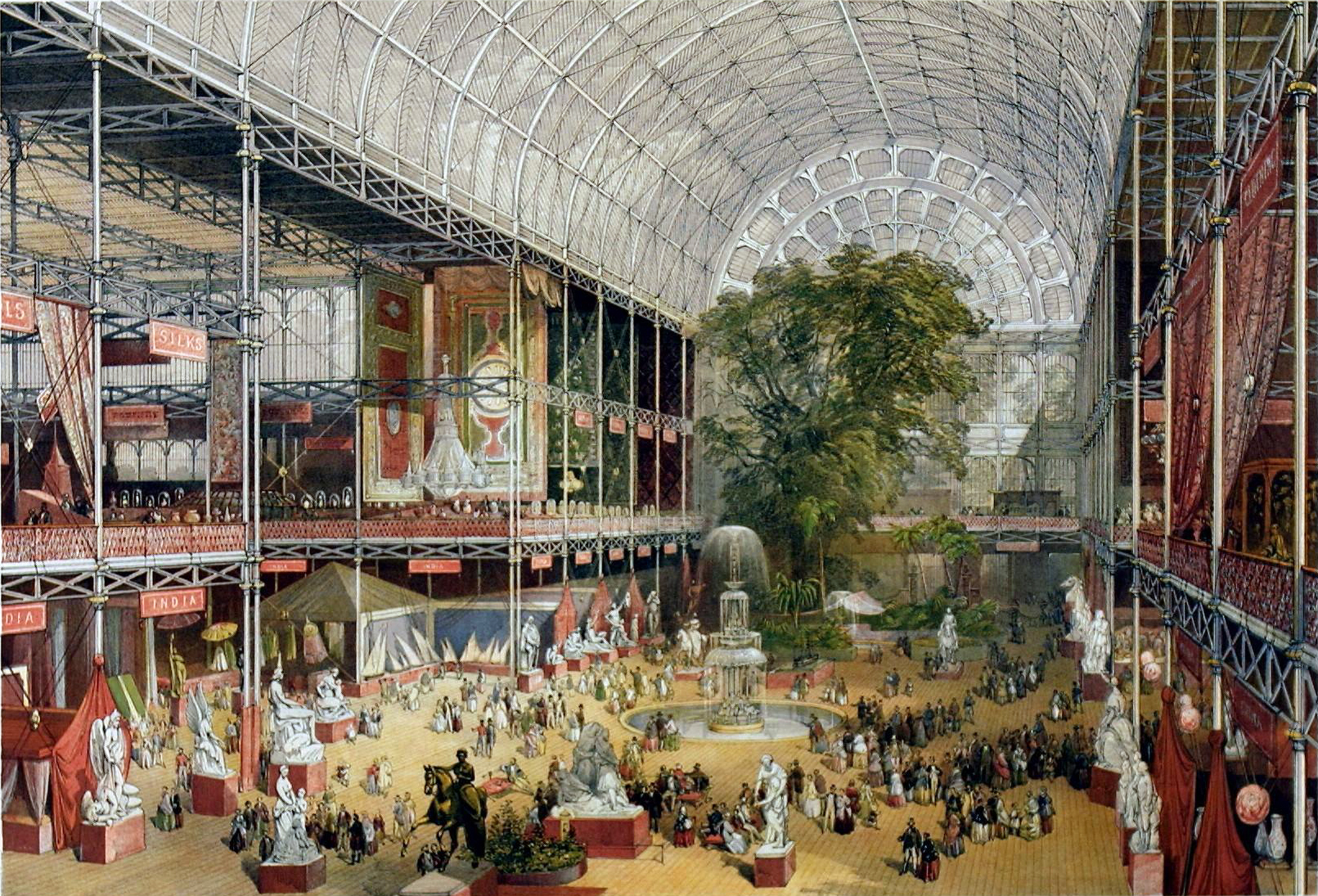
Кришталевий палац — місце проведення першої Всесвітньої виставки у 1851 році

На початку XIX століття в Європі був розроблений новий метод виробництва скла, відомий як циліндричний процес. 1832 року цей процес був використаний братами Шанс (Chance) для виробництва листового скла. Chance Brothers and Company стала провідним виробником вікон і плоского скла. Цей метод дозволяв виробляти більші шиби у безперервному процесі, розширюючи, таким чином, можливості у плануванні інтер'єрів та створенні віконних фасадів будівель. Прикладом використання листового скла в інноваційних будівлях є Кришталевий палац у Лондоні.

### Транспорт
На початку промислової революції, внутрішній транспорт базувався на судноплавних річках і дорогах, для переміщення важких вантажів морським шляхом використовувалися каботажні судна. Залізницею транспортувалося вугілля до річок для подальшої відправки, але канали ще не були побудовані. Тварини запевняли енергію для наземного транспорту, а сила вітру була рушійною силою на морі.
Промислова революція поліпшила транспортну інфраструктуру Великої Британії. Повстало сплетіння мережі автомобільних доріг, водних шляхів та залізниць. Сировина і готова продукція могли доставлятися швидше і дешевше ніж раніше. Поліпшення транспорту прискорило також поширення інновацій.
Використання парової тяги на залізничних шляхах загального користування почалася з Стоктон-Дарлінгтонська залізниці 1825 року і залізниці Ліверпуль — Манчестер 1830 року. Будівництво великих залізниць, що з'єднували міста і містечка почалося в 1830-х роках, але набрала обертів тільки в самому кінці першої промислової революції.
Після завершення будівництва залізниць багато робітників не поверталися до свого сільського способу життя, а залишалися в місті, запевняючи додаткову робочу силу для промисловості. Залізниці надзвичайно допомогли торгівлі Великої Британії, забезпечуючи швидкий і простий спосіб транспортування товарів і перевезення пошти та преси.

### Зв'язок
Перший електричний телеграф створив російський учений Павло Львович Шилінг 1832 року. Згодом електромагнітний телеграф був побудований в Німеччині — Карлом Гауссом і Вільгельмом Вебером (1833), у Великій Британії — Куком і Вітстоном (1837), а в США електромагнітний телеграф запатентований С. Морзе 1837 року. Телеграфні апарати Шилінга, Гаусса-Вебера, Кука-Вітстона належать до електромагнітних апаратів стрілочного типу, в той час як апарат Морзе був електромеханічним. Великою заслугою Морзе є винахід телеграфного коду, де букви алфавіту були представлені комбінацією коротких і довгих сигналів — «точок» і «тире» (азбука Морзе). Комерційна експлуатація електричного телеграфу вперше була почата в Лондоні 1837 року.
1858 року був установлений трансатлантичний телеграфний зв'язок. Потім був прокладений кабель в Африку, що дозволило 1870 року встановити прямий телеграфний зв'язок Лондон-Бомбей (Індо-Європейський телеграф) через релейні станції в Єгипті та на Мальті).
Будівля Індо-Європейського телеграфу збереглася у м. Миколаєві.

## Значення промислового перевороту
Промислова революція була одним з найважливіших явищ в історії людства, що дозволили ряду країн вступити в смугу стрімкого розвитку продуктивних сил і назавжди покінчити з економічною відсталістю.
Промислова революція знаменувала перехід від переважання аграрного господарства з його постійною загрозою неврожаїв та голоду до нового етапу в розвитку економіки і нового матеріального рівня життя.
Промисловий переворот був сукупністю економічних, соціальних і політичних змін, що ознаменували перетворення машин в основний засіб виробництва.
Перетворення провідних країн Європи в гігантські фабрики викликало значні зміни в розселенні населення, в його складі. Виникали великі міста, з'являлися нові класи і соціальні групи, відбулися серйозні зміни в політичному устрої, а потім і в духовному житті суспільства.
Критерієм, який допомагає визначити початок промислового перевороту в тій чи іншій країні, прийнято вважати початок формування фабричної системи, що пов'язано з появою значної кількості справжніх фабрик.
В Англії, яка стала на цей шлях раніше інших, фабрики стали виникати всюди в 80-х роках XVIII ст. в кінці століття до неї приєдналася Франція, а вже в XIX ст. їхній приклад наслідували й інші європейські країни.
Незважаючи на особливості промислового перевороту в кожній країні, можна простежити його певну логічну послідовність. Спочатку машинне виробництво освоює текстильна промисловість. Потім освоєні методи переносять на інші галузі й у нові райони. Виготовлення машин, доти кустарне, виділяється в окрему галузь виробництва.
На завершальному етапі масове застосування машин призводить до остаточної перемоги над ремеслом. Машини виробляються за допомогою машин, країни, що вступають на шлях індустріального розвитку пізніше за лідерів, мають можливість швидше пройти початкові етапи перевороту, використовуючи вже набутий досвід.
Промисловий переворот в Англії завершився на початку 60-х років XIX ст., у Франції та США — до початку 70-х років, у Німеччині та Австро-Угорщини — до кінця 80-х років, у країнах Північної Європи — в 90-ті роки. У цілому індустріальне суспільство склалося в Європі до початку ХХ ст.
Зміни, зумовлені промисловою революцією важко переоцінити. Принципово змінилася не тільки техніка, але й технологія виробництва. З'явилися нові галузі промисловості: нафтова, хімічна, кольорова металургія, автомобільна, верстатобудівна, авіаційна. Почалося широке використання електроенергії, а як енергоносіїв — нафти і газу.
Створена технічна база дозволила активізувати науковий пошук і забезпечила швидке впровадження наукових відкриттів.
Зростання важкої промисловості вело до витіснення порівняно дрібних підприємств.
Централізація і концентрація виробництва призвели до виділення в ряді галузей підприємств-лідерів і виявили тенденцію до угод з питань виробництва і збуту між найбільшими фірмами.
У ХХ ст. монополії перетворилися на невіддільну рису індустріального суспільства.

## Причини революції
Питання про причини промислової революції залишається предметом суперечок серед істориків. Тоді як загальна відповідь на кшталт «промислова революція була закономірним результатом поступового розвитку продуктивних сил» вважається надто загальною й незадовільною, на перший план виходять питання часу і місця: чому промислова революція розпочалася у XVIII столітті, й чому в Англії?
Інституціональні основи промислової революції було закладено Славною революцією 1688 р., яка привела до влади протестантів Вільгельма III Оранського і Марію II (доньку Якова ІІ), які прийняли нове положення конституції, Білль про права 1689 року, що гарантував перевагу влади парламенту над владою монарха.
Винахід парового двигуна був значним фактором у становленні машинного виробництва, але цей винахід стався уже після початку промислової революції, а широке впровадження парової машини у виробництво почалося тільки через кілька десятиліть після винаходу. Тому паровий двигун був важливим чинником росту виробництва лише, починаючи з XIX століття.
Промисловій революції передувало значне зростання населення Англії. Це зростання було пов'язане із британською аграрною революцією. Зростання продуктивності сільського господарства разом із зростанням населення призвели до пауперизації, створення надлишку робочої сили в селах Англії, яка, враховуючи тогочасну політику обгороджування, змушена була шукати роботу в містах. Зростанню населення сприяла також імміграція із Ірландії, де процес пауперизації населення відбувався такими ж швидкими темпами.
Сприятливим фактором для розвитку промислової революції в Англії була розвинута транспортна система, особливо морський і річковий транспорт. Англія — невелика країна, оточена морем, із значною кількістю судноплавних річок, а водний транспорт — найдешевший із усіх видів транспорту. Як зазначав ще Адам Сміт у своїй праці «Багатство народів», економічна виправданість поділу праці визначається розмірами ринку, а розвинутий транспорт значно збільшує ринок, як внутрішній, так і зовнішній. У цьому відношенні Англія мала перевагу над іншими країнами зі значними територіями в глибині суходолу.
Людвіг фон Мізес провідну роль у здійсненні промислової революції відводить економічній теорії: 
Саме ідеї класичних економістів ліквідували перешкоди, які створювалися столітніми законами, звичаями та упередженнями відносно технологічних покращень й звільнили геній реформаторів і новаторів від гамівних сорочок гільдій, опіки уряду та різноманітного суспільного тиску. Саме вони знизили престиж завойовників і експропріаторів та продемонстрували користь ділової активності для суспільства. Жодний з сучасних визначних винаходів не можливо б було використати, якби ментальність докапіталістичної епохи не була б до основини зруйнована економістами. Те, що зазвичай називають „промисловою революцією“, є продуктом ідеологічної революції, спричиненою вченнями економістів. Економісти розірвали старі кайдани: що є нечесним і несправедливим здолати конкурента, виробляючи товари дешевше і якісніше; не можна відмовлятися від традиційних способів виробництва; машини — зло, тому, що спричинюють безробіття; однією із задач цивільного уряду є не допускати збагачення здібних бізнесменів і захищати менш здібних від конкуренції більш здібних; обмеження свободи підприємців за допомогою державного стримування або примусу зі сторони інших громадських сил є засобом для забезпечення добробуту нації. Британська політична економія і французька фізіократія були локомотивами сучасного капіталізму. Саме вони зробили можливим розвиток прикладних природничих наук на благо широких мас..